# Distretto di Asgat (Sùhbaatar)
Il distretto di Asgat è uno dei tredici distretti (sum) in cui è suddivisa la provincia di Sùhbaatar, in Mongolia. Conta una popolazione di  538 abitanti (censimento 2009). 